# 强子
强子（英语：hadron）是粒子物理学中一种由夸克或反夸克通過強作用力綑綁在一起的複合粒子。
强子主要分为以下兩大類：
- 重子：由三个夸克或三个反夸克组成，自旋总是半整数；也就是说，它们是费米子。例如，组成原子核的质子和中子都是重子。
- 介子：由一个夸克和一个反夸克组成，自旋是整数；也就是说，它们是玻色子。例如，
π
介子可以是
π0
、
π+
、
π−
，每一種都分別帶有不同的電荷。
π0
介子是由上夸克與反上夸克組成，或由下夸克與反下夸克組成。
π+
介子是由上夸克與反下夸克組成。
π−
介子是由下夸克與反上夸克組成。

另外，還有一些比較稀有的奇異強子：
- Z(4430)（英语：Z(4430)）：由Belle實驗發現的一種介子共振，質量為4430 MeV。這個粒子內含的夸克為
c

c

d

u

，因此可以候選為由四個夸克組成的四夸克。2014年，大型强子对撞机底夸克（Large Hadron Collider beauty，LHCb）实验團隊發現與確認Z(4430)粒子存在。[1]
- 由四個夸克與一個反夸克組成的五夸克可能會存在，但是至今為止，尚未有實驗證據确切地证实存在，不过2015年七月的新数据分析可能证实它的存在。[2][3][4]

在所有強子之中，只有質子是穩定的，束縛於原子核內的中子也是穩定的，其它種類的強子在普通狀況都是不穩定的。自由中子會進行衰變，半衰期約為880秒。在實驗方面，強子物理學研究通常會將質子或像鉛一類的重元素原子核碰撞在一起，然後分析產生的粒子射叢。

## 詞源
在1962年國際高能物理大會的全體會議裏，列夫‧奧肯發表演講提議創建術語「hadron」，
儘管這篇報告論述的是弱相互作用，我們會時常談到感受強相互作用的粒子。這些粒子不只給出很多科學問題，它們也造成了一個術語問題。重點是「感受強相互作用的粒子」是一個很笨拙的術語，它並沒有使自己形成一個形容詞。因此，例如，衰變為感受強相互作用的粒子被稱為「非輕子的行為」。這定義並不精確，因為「非輕子的行為」可能指稱的是「光子的行為」。在這篇報告裏，我將稱呼「感受強相互作用的粒子」為強子，其對應衰變為強子的行為（希臘語「ἁδρός」表示為「大」、「重」的意思，而「λεπτός」表示為「小」、「輕」的意思）。我希望這術語會在未來被證明使用很方便。 — 列夫‧奧肯，1962年

## 性質

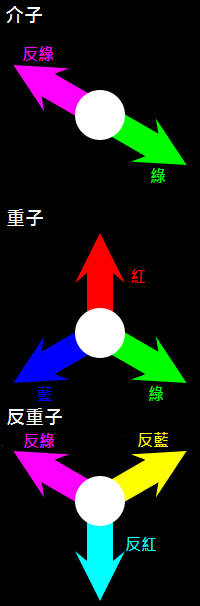
每一種強子的總色荷為零。例如，一個介子的綠色與品紅色（反綠色）箭矢相互抵銷成為白色；一個重子的紅色、綠色、藍色箭矢相互抵銷成為白色；一個反重子的黃色（反藍色）、品紅色（反綠色）、青色（反紅色）箭矢相互抵銷成為白色。

根據夸克模型，強子的性質主要是決定於其價夸克，例如，質子是由兩個上夸克與一個下夸克所組成；上夸克的電荷為+2⁄3，下夸克的電荷為−1⁄3，所以，質子的電荷為+1。
每一個夸克都帶有色荷，這色荷可以為紅色，綠色或藍色，而強子的色荷必需為零，即強子的顏色必需為「無色」或「白色」，這是因為一種稱為夸克禁閉的物理現象。最簡單達成這目標的方法有兩種：
- 組成重子的三個夸克必須帶有不同的色荷。
- 組成介子的一個夸克與一個反夸克必須帶有相反的顏色，例如，假若夸克帶有紅色，則反夸克必須帶有反紅色。

更進一步分析，強子並不只是由兩個或三個夸克組成，這是因為強相互作用的能量，即傳遞強相互作用的膠子可能會擁有足夠能量{\displaystyle E}來產生共振，而這共振是由帶質量夸克所組成的：
{\displaystyle E>mc^{2}}；
其中，{\displaystyle m}是夸克的質量。
因此，數量比率為1:1的虛夸克與虛反夸克，形成了大多數帶質量粒子在強子內部。兩個或三個價夸克是額外多餘部分。由於虛夸克不是穩定的波包（量子），而是非規律的暫時性現象，辨識哪個夸克是實夸克，哪個夸克是虛夸克，這動作並不具有實際意義，只有額外多餘部分才可從外部觀察得到。
如同所有亞原子粒子，每個強子都被分派一個量子數對應於龐加萊群的表示：JPC(m)；其中，J是自旋量子數，P是內秉宇稱，C是正反共軛（電荷共軛），m是粒子質量。注意到強子的大部分質量不是由價夸克所貢獻，而是因為質能等價，大部分質量是從強相對作用的能量所貢獻的。強子也帶有味量子數，例如，同位旋、奇異數、頂數、底數、粲數等等。所有夸克都帶有一種加性的守恆量子數，稱為重子數B；夸克的重子數為+1⁄3，反夸克的重子數為−1⁄3，因此，重子的重子數為1，介子的重子數為0。
強子的激發態稱為「共振」；每一個基態強子都可能對應於幾個激發態。在粒子物理實驗裏，可能會觀察到幾百個共振；通過強相對作用，它們很快地會衰變，大約在10−24秒內。:313-317
在某些相態裏，強子可能會消逝無蹤，例如，在非常高溫與高壓狀況，除非有足夠多風味的夸克，量子色動力學的理論預測，夸克與膠子會逃出強子的禁閉，因為能量越高，強相對作用的耦合越弱，這性質稱為漸近自由，已被實驗證實在1 GeV與1 TeV能量區間成立。

## 重子

由輕夸克（上夸克、下夸克和奇夸克）中任意三个夸克组成的自旋1/2重子，这八种最輕的重子形成为輕夸克的重子八重組。

重子是由三個夸克組成，是自旋為1⁄2費米子。每一個夸克的重子數為1⁄3，所以，重子的重子數為1。最為人知的重子是質子與中子。
物理學者假設，除了三個夸克以外，還擁有一對夸克與反夸克的奇異重子存在。這種重子稱為五夸克，處於五夸克態。2000年代曾提出幾個候選五夸克，但是更深入研究發現它們並不存在。這結果不排除未來可能找到五夸克的可能性，只是排除了這些候選五夸克。
每一種重子都有其對應的反重子，假設將重子裏的每一個夸克用其反夸克取代，則可得到這反重子。例如，質子是由兩個上夸克與一個下夸克組成，它的反粒子是反質子，是由兩個反上夸克與一個反下夸克組成。

## 介子

由輕夸克（上夸克、下夸克和奇夸克）中任意一个夸克與任意一個反夸克组成的自旋0介子，这九种最輕的介子形成为輕夸克的介子九重組。

介子是由夸克-反夸克對組成的強子。介子是自旋為整數的玻色子，擁有偶數個夸克。介子的重子數為零。在粒子物理學實驗裏常見的介子有
π
介子、
K
介子等等。在原子核裏，
K
介子通過核力也扮演了捆綁核子的角色。

原則而言，幾個夸克-反夸克對組成的介子可能存在。由兩對組成的假想介子稱為四夸克，處於四夸克態。2000年代曾提出幾個候選四夸克，但是它們是否存在仍極具爭議。另外，還有一些假想的奇異介子是在夸克模型的分類以外，這包括膠球與混介子（被激發態膠子綑綁組成的介子）

## 参阅
- 大型強子對撞機
- 粒子列表
- 強子化（英语：Hadronization）